# Sara (Iloilo)
Sara é um município de  primeira classe de renda municipal (d) na província Iloilo, nas Filipinas. De acordo com o censo de 1 de maio  de  2020 possui uma população de 54 637 pessoas e 14 218 domicílios.